# 포레스터 하비
포레스터 하비(Forrester Harvey, 1884년 6월 27일 ~ 1945년 12월 14일)는 아일랜드의 배우, 영화배우이다.
코크에서 태어났으며 러구나비치에서 사망하였다.

## 영화
- 자라가는 시절 (1946년)
- 울프 맨 (1941년)
- 지킬 박사와 하이드씨 (1941년)
- 톰 브라운의 학창시절 (1940년)
- 리틀 넬리 켈리 (1940년)
- 레베카 (1940년)
- 레이디스 프럼 켄터키 (1939년)
- 크리스마스 캐롤 (1938년)
- 유괴 (1938년)
- 스윗하츠 (1938년)
- 쓰루브레드 돈 크라이 (1937년)
- 왕자와 거지 (1937년)
- 로이드의 런던 (1936년)
- 캡틴 블러드 (1935년)
- 타잔과 친구 (1934년)
- 미드나잇 클럽 (1933년)
- 투명 인간 (1933년)
- 콩고 (1932년)
- 레드 더스트 (1932년)
- 스밀린 스루 (1932년)
- 타잔 - 조니 웨이스뮬러 편 1 (1932년)
- 물랑 루즈 (1928년)
- 링 (1927년)